# Pentik Oy
Pentik Oy är ett finländskt familjeföretag inom keramik och inredning, grundat 1971 av keramikern och konstnären Anu Pentik. Pentik Oy har sammanlagt cirka 90 butiker i Finland, Nederländerna, Sverige, Ryssland samt Tjeckien och en keramikfabrik i Posio i Finland. Företaget hade 300 anställda år 2016 varav ett hundratal i Posio. Anu Pentik, konstnärlig ledare i Pentik Oy, är gift med Topi Pentikäinen, som är styrelseordförande. Sonen Pasi Pentikäinen är verkställande direktör.
I Pentik Oys verksamhet i Posio ingår kulturcentrum Pentik-mäki (Pentik-backen), med bland annat utställningar, tillverkning av keramik och ett hembygdsmuseum.

## Historik
Anu Pentik är självlärd keramiker och startade verksamheten i familjens villa, där hon tillverkade keramik- och skinnföremål, samtidigt som hon verkade som konstlärare. Hon sålde sina första hantverksprodukter, ljusstakar, till Esso i Posio. När verksamheten kommit igång, byggdes en keramikverkstad och i anslutning till den en butik och ett kafé. Pentik öppnade 1976 en butik på Esplanaden i centrala Helsingfors.
År 2009 utsåg Suomen Kuvalehti Pentik Oy till Finlands bästa familjeföretag.

## Kulturcentret Pentik-mäki
Kulturcentret Pentik-mäki (övers. Pentik-backen) är Pentik Oy:s eget kultur- och resemål i Posio. Pentik-mäki är belägen vid polcirkeln och där tillverkas Pentiks keramikkärl, konstföremål och ljus. Till Pentik-mäki helheten hör en keramikfabrik (6000 m2), en logistikcentral (6000 m2) samt det för turister tillgängliga Pentik-mäki kulturcentret (2500 m2) där Pentik har utställningar och en fabriksbutik med café.
Pentik-mäki har sitt ursprung i Anu och Topi Pentikäinens hem, ett stockhus som gjorts om till ett hemmuseum. Bredvid huset fungerade krukmakeriet, butik och café. Hemmuseet, som år 1994 återställdes i sitt ursprungliga skick ställer ut produktion ur Pentiks tidiga sortiment. På Pentik-mäki hittar man dessutom utställningar med finsk keramik och gamla föremål samt ett kaffekoppsmuseum med nästan 2000 koppar. År 2019 öppnades Pentik-studio, ett butiksutrymme som säljer konstkeramik samt en Vintage-avdelning som säljer använda Pentik keramikföremål.
Galleria Anu Pentik är en byggnad som är avsedd för keramik och finsk design. Gallerian öppnades år 2009 och dess fasad pryds av ett mosaikkonstverk som heter “Posion voima” (kraften i Posio). Konstverket är designat av Anu och det är förverkligat i keramik som gått sönder i produktionen. Utställningarna i gallerian byts ut med cirka ett halvt års mellanrum.

## Pentik Kartano-herrgården (Timisjärvi rengård)
Pentik Kartano herrgård är en gammal rengård som Anu och Topi Pentikäinen har låtit rusta upp. Herrgården befinner sig vid Timisjärvi -sjön i Perä-Posio och där erbjuds konst- och kulturupplevelser. Från år 2015 har herrgården fungerat som konstnärshem och –residens samt utställnings- och evenemangsplats. Dess ursprung är från 1800-talet och har i tiden varit en mycket känd rengård på orten. Vid renoveringen bibehölls gårdens ursprungliga byggnad från år 1862 men de två andra byggnaderna på Pentik Kartano –tomten är flyttade från Kuusamo. På sommaren kan resenärer och konstvänner bekanta sig med rengårdens historia, med gallerians konst samt trädgården och husdjuren. I ett av stockhusen fungerar ett sommarcafé samt en bod där det säljs produkter från Pentik Kartano. Under höst och vinter är Pentik Kartano öppet bara på beställning.
Pentik Kartano är känt även för sin kursverksamhet. På örtutflykterna bekantar man sig med vilda och odlade örter, örters bruk i matlagning samt i skönhetsvård. Utöver örtkurser erbjuds keramik- och joogakurser. På hösten 2018 var den taiwanesiska keramikkonstnären Pohan Chen residenskonstnär på Pentik Kartano. Under våren 2018 var de gästande konstnärerna keramikern Riitta Talonpoika, scenografen Jyrki Seppä samt den estniska keramikern Ingrid Allik. På våren 2019 var Kauri Kallas kallad som residenskonstnär.